# Jason Sudeikis
Daniel Jason Sudeikis (Fairfax, 18 settembre 1975) è un attore, comico, sceneggiatore e doppiatore statunitense.
È vincitore di due Golden Globe, due Screen Actors Guild Award, un Critics' Choice Television Award e quattro Premi Emmy per la serie televisiva Ted Lasso.

## Biografia
Nasce a Fairfax, in Virginia, il 18 settembre del 1975, figlio di Daniel Joseph Sudeikis, di origini lituane ed irlandesi, e di Kathryn Wendt, di origini tedesche ed irlandesi, sorella dell'attore George Wendt. Sudeikis è conosciuto principalmente in quanto membro del cast di Saturday Night Live della NBC, di cui ha fatto parte fino al 2013, e come protagonista della serie Ted Lasso per Apple TV+.
Tra i personaggi che ha interpretato nello spettacolo della NBC si possono ricordare il Diavolo, il giudice della Maine Justice, l'ufficiale Sikorsky, Male A-Hole, spalleggiato da Kristen Wiig (che interpretava Female A-Hole), Tom DJ in uno Strip Club, uno dei ragazzi del Song Memories, Ed Mahoney e Pete Twinkle dell'ESPN Sports News. Sudeikis è anche celebre per le sue imitazioni di numerosi personaggi come Mitt Romney, Joe Biden, George W. Bush, Harry Connick Jr., Jon Bon Jovi, Philip Seymour Hoffman, Simon Cowell e Ricky Gervais.
Fra le produzioni cinematografiche a cui ha preso parte: Il cacciatore di ex, Amore a mille... miglia, Notte brava a Las Vegas, The Rocker - Il batterista nudo e Libera uscita. Ha anche lavorato come doppiatore in The Cleveland Show, dove interpreta il ruolo ricorrente di Holt Rickter e nel videogioco Grand Theft Auto IV, dove invece è Richard Bastion, speaker dell'emittente radiofonica immaginaria WKTT. Ha presentato gli MTV Movie Awards 2011. Compare nel video ufficiale, pubblicato il 4 agosto 2013, della canzone Hopeless Wanderer dei Mumford & Sons, estratta dall'album Babel. Insieme a lui nel video sono presenti anche gli attori Ed Helms, Jason Bateman e Will Forte. Nel 2016 doppia Red nel film d'animazione Angry Birds - Il film.

### Vita privata
Nel 2004 ha sposato la regista e sceneggiatrice Kay Cannon, la coppia si è separata nel 2008 e ha divorziato nel 2010.
Nel novembre 2011 Sudeikis inizia una relazione con l'attrice Olivia Wilde. La coppia si fidanza nel gennaio 2013. Il 20 aprile 2014 nasce Otis Alexander, primo figlio della coppia e l'11 ottobre 2016 nasce Daisy Josephine. I due si separano nel novembre 2020.

## Filmografia parziale

### Attore

#### Cinema

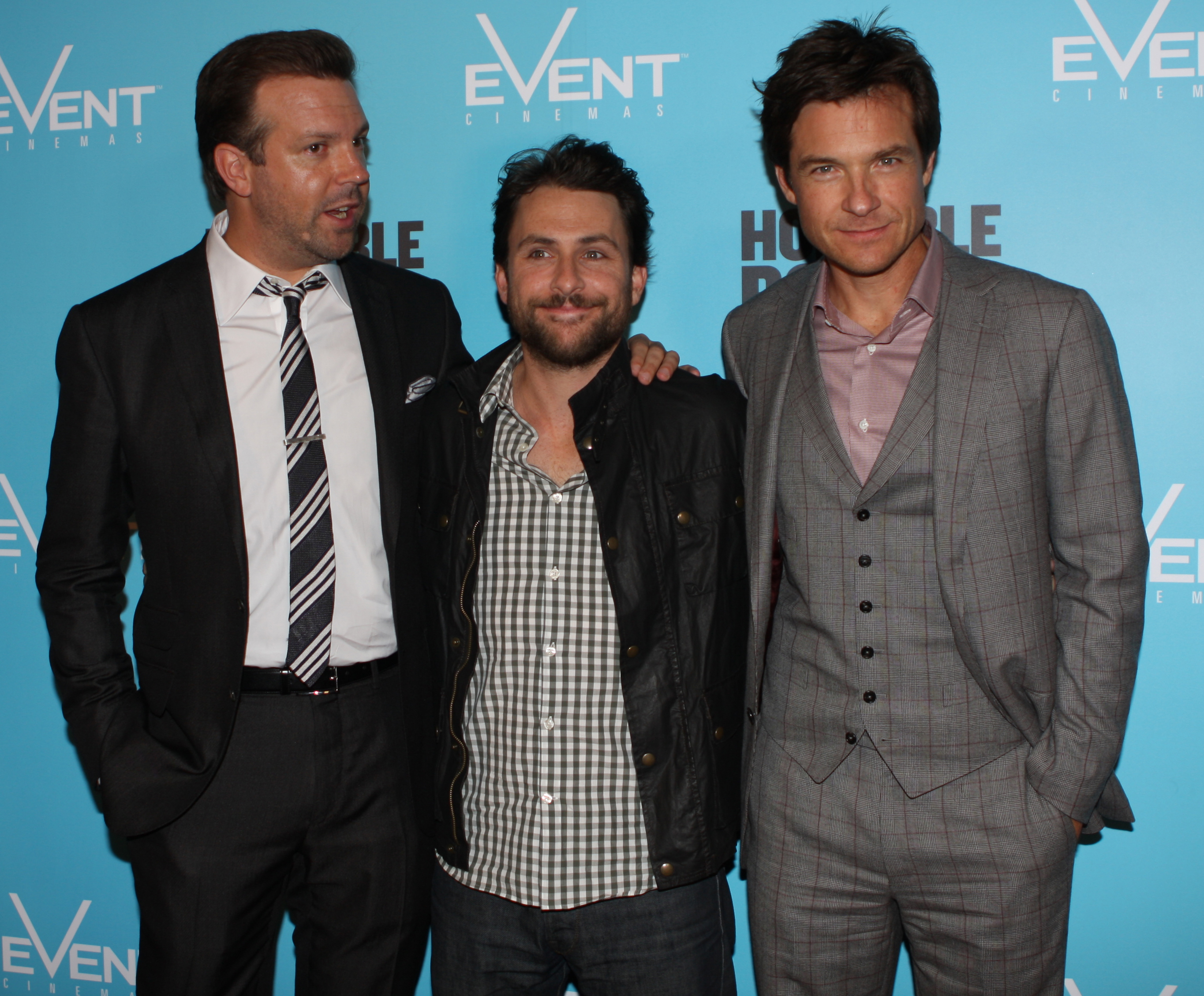
Jason Sudeikis (a sinistra) assieme a Jason Bateman e Charlie Day alla première del film Come ammazzare il capo... e vivere felici

- The Ten, regia di David Wain (2007)
- I Love Movies (Watching the Detectives), regia di Paul Soter (2007)
- Ti presento Bill (Bill), regia di Bernie Goldmann e Melisa Wallack (2007)
- Semi-Pro, regia di Kent Alterman (2008)
- Notte brava a Las Vegas (What Happens in Vegas), regia di Tom Vaughan (2008)
- The Rocker - Il batterista nudo (The Rocker), regia di Peter Cattaneo (2008)
- Il cacciatore di ex (The Bounty Hunter), regia di Andy Tennant (2010)
- Amore a mille... miglia (Going the Distance), regia di Nanette Burstein (2010)
- Libera uscita (Hall Pass), regia di Bobby e Peter Farrelly (2011)
- A Good Old Fashioned Orgy, regia di Alex Gregory e Peter Huyck (2011)
- Come ammazzare il capo... e vivere felici (Horrible Bosses), regia di Seth Gordon (2011)
- Candidato a sorpresa (The Campaign), regia di Jay Roach (2012)
- Comic Movie (Movie 43), di registi vari (2013)
- Come ti spaccio la famiglia (We're the Millers), regia di Rawson Marshall Thurber (2013)
- Come ammazzare il capo 2 (Horrible Bosses 2), regia di Sean Anders (2014)
- SWOP: I sesso dipendenti (Sleeping with Other People), regia di Leslye Headland (2015)
- Tumbledown - Gli imprevisti della vita (Tumbledown), regia di Sean Mewshaw (2015)
- Race - Il colore della vittoria (Race), regia di Stephen Hopkins (2016)
- Mother's Day, regia di Garry Marshall (2016)
- Masterminds - I geni della truffa (Masterminds), regia di Jared Hess (2016)
- Colossal, regia di Nacho Vigalondo (2016)
- Il diario dell'amore (The Book of Love), regia di Bill Purple (2016)
- Downsizing - Vivere alla grande (Downsizing), regia di Alexander Payne (2017)
- Patto d'amore (Permission), regia di Brian Crano (2017)
- Kodachrome, regia di Mark Raso (2017)
- Driven - Il caso DeLorean (Driven), regia di Nick Hamm (2018)
- La rivincita delle sfigate (Booksmart), regia di Olivia Wilde (2019)
- A sud del Paradiso (South of Heaven), regia di Aharon Keshales (2021)

#### Televisione
- Childrens Hospital – serie TV, 2 episodi (2008)
- 30 Rock – serie TV, 12 episodi (2007-2010)
- C'è sempre il sole a Philadelphia (It's Always Sunny in Philadelphia) – serie TV, 2 episodi (2010-2011)
- Eastbound & Down – serie TV, 6 episodi (2012-2013)
- Portlandia – serie TV, 2 episodi (2011-2014)
- The Last Man on Earth – serie TV, 16 episodi (2015-2018)
- Ted Lasso – serie TV, 34 episodi (2020-2023)

### Doppiatore
- Grand Theft Auto IV – videogioco (2008)
- Epic - Il mondo segreto (Epic), regia di Chris Wedge (2013)
- Robot Chicken – serie TV, 1 episodio (2013)
- The Cleveland Show – serie TV, 80 episodi (2009-2013)
- Angry Birds - Il film (The Angry Birds Movie), regia di Clay Kaytis e Fergal Reilly (2016)
- Son of Zorn – serie TV, 13 episodi (2016)
- Angry Birds 2 - Nemici amici per sempre (The Angry Birds Movie 2), regia di Thurop Van Orman e John Rice (2019)
- Hit-Monkey – serie TV, 10 episodi (2021)

## Teatro
- Dead Poety Society di Tom Schulman, regia di John Doyle. Classic Stage Company dell'Off-Broadway (2016)

## Riconoscimenti
- Premio Emmy[5]
  - 2021 – Miglior serie commedia per Ted Lasso
  - 2021 – Miglior attore protagonista in una serie commedia per Ted Lasso
  - 2021 – Candidatura alla miglior sceneggiatura di una serie commedia per Ted Lasso (per l'episodio Pilota)
  - 2021 – Candidatura alla miglior sceneggiatura di una serie commedia per Ted Lasso (per l'episodio Make Rebecca Great Again)
  - 2022 - Miglior serie commedia per Ted Lasso
  - 2022 – Miglior attore protagonista in una serie commedia per Ted Lasso
  - 2023 - Candidatura al miglior attore protagonista in una serie commedia per Ted Lasso
  - 2023 - Candidatura alla miglior sceneggiatura in una serie commedia per Ted Lasso (per l'episodio Addio, vi salutiamo)
- Golden Globe
  - 2021 – Miglior attore in una serie commedia o musicale per Ted Lasso[6]
  - 2022 – Miglior attore in una serie commedia o musicale per Ted Lasso
  - 2024 - Candidatura alla miglior serie commedia o musicale per Ted Lasso
- Critics' Choice Awards
  - 2021 – Miglior attore protagonista in una serie commedia per Ted Lasso
- MTV Movie Awards
  - 2015 – Candidatura al miglior momento "Ma che ca...!" (condiviso con Charlie Day) per Come ammazzare il capo 2[7][8]
  - 2021 – Candidatura alla miglior performance comica per Ted Lasso
- Satellite Award
  - 2021 – Candidatura al miglior attore in una serie commedia o musicale per Ted Lasso
- Screen Actors Guild Award
  - 2021 – Miglior attore in una serie commedia per Ted Lasso
  - 2021 – Candidatura al miglior cast in una serie commedia per Ted Lasso
  - 2022 – Miglior attore in una serie commedia per Ted Lasso

## Doppiatori italiani
Nelle versioni in italiano delle opere in cui ha recitato, Jason Sudeikis è stato doppiato da:
- Massimo De Ambrosis in Libera uscita, Come ammazzare il capo... e vivere felici, Candidato a sorpresa, Comic Movie, Come ti spaccio la famiglia, Come ammazzare il capo 2, Masterminds - I geni della truffa, Downsizing - Vivere alla grande, Kodachrome, Ted Lasso
- Oreste Baldini in Notte brava a Las Vegas, Il cacciatore di ex, Driven - Il caso DeLorean
- Alessio Cigliano in SWOP: I sesso dipendenti, Race - Il colore della vittoria
- Francesco Prando in Mother's Day, La rivincita delle sfigate
- Stefano Benassi in 30 Rock
- Patrizio Prata in I Love Movies
- Alessandro Quarta in C'è sempre il sole a Philadelphia (ep. 6x08)
- Christian Iansante in The Rocker - Il batterista nudo
- Simone Mori in Amore a mille... miglia
- Francesco Pezzulli in The Last Man on Earth
- Massimiliano Plinio in Tumbledown - Gli imprevisti della vita
- Riccardo Rossi in Colossal
- Daniele Barcaroli in Il diario dell'amore

Da doppiatore è sostituito da:
- Massimo De Ambrosis in Son of Zorn, Hit-Monkey
- Maccio Capatonda in Angry Birds - Il film, Angry Birds 2 - Nemici amici per sempre
- Alberto Angrisano in The Cleveland Show (Holt Ritcher)
- Roberto Draghetti in The Cleveland Show (Terry Kimple)